# جیمز دبلیو دنور
جیمز دبلیو دنور (۲۳ اکتبر ۱۸۱۷ – ۹ اوت ۱۸۹۲) سیاستمدار، نظامی و وکیل اهل ایالات متحده آمریکا است.
جیمز و. دنور در نزدیکی وینچستر، ویرجینیا به دنیا آمد. او در مدارس دولتی تحصیل کرد و در سال ۱۸۳۰ همراه والدینش به اوهایو، در نزدیکی ویلمینگتون، نقل مکان کرد. در سال ۱۸۴۱ در مدرسه میسوری تدریس کرد و در ۱۸۴۴ از دانشکده حقوق دانشگاه سینسیناتی فارغ‌التحصیل شد. او در سال ۱۸۴۵ به پلات سیتی، میسوری نقل مکان کرد و در آنجا به وکالت و حرفه بازیگری ادامه داد.
دنور سردبیر روزنامه ادوارد گیلبرت را در یک دوئل در ۲ اوت ۱۸۵۲ کشت. در اواخر همان سال، او به عضویت سنای ایالت کالیفرنیا انتخاب شد. او بعداً به عنوان وزیر امور خارجه کالیفرنیا منصوب شد. در ۱۷ آوریل ۱۸۵۷، رئیس‌جمهور جیمز بوکانن او را به عنوان کمیسر امور هند منصوب کرد.

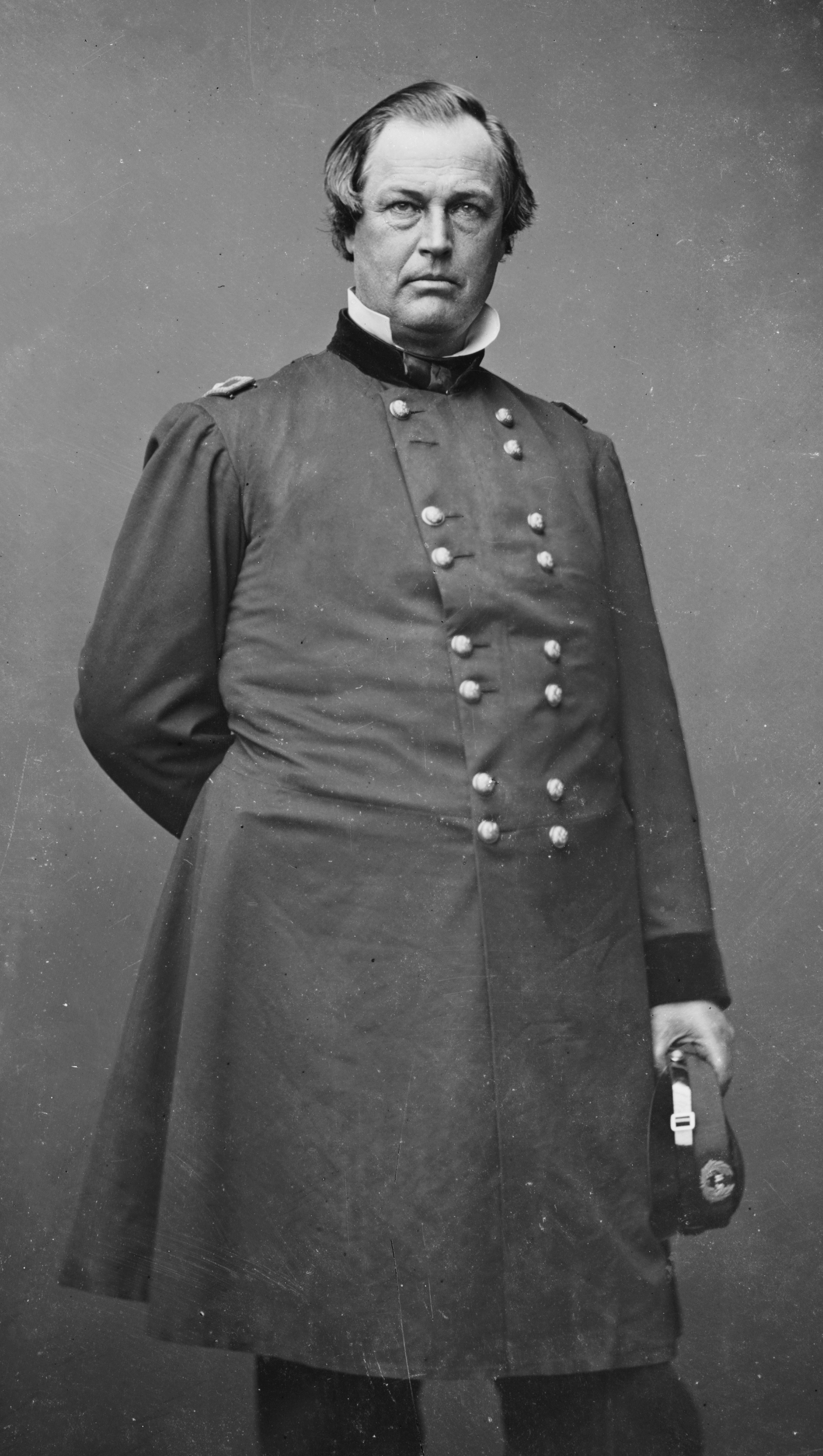
ژنرال جیمز دبلیو دنور

در نوامبر ۱۸۵۸، در حالی که دنور هنوز فرماندار منطقه‌ای بود، ویلیام لاریمر جونیور، یک سفته باز زمین از لیونورث، شهر " دنور سیتی " را در امتداد رودخانه پلات جنوبی در شهرستان آراپاهو در قلمرو غربی کانزاس بنیان نهاد. لاریمر نام "دنور" را برای قدردانی از فرماندار فعلی منطقه انتخاب کرد، با این هدف که این شهر به عنوان مقر بخش شهرستان آراپاهو انتخاب شود.
دنور در نوامبر ۱۸۵۸ به عنوان فرماندار منطقه بازنشسته شد و مجدداً به عنوان کمیسر امور هند منصوب شد و تا زمان استعفای وی در ۳۱ مارس ۱۸۵۹ خدمت کرد.